# Letcher (Dakota del Sur)
Letcher es un pueblo ubicado en el condado de Sanborn en el estado estadounidense de Dakota del Sur. En el Censo de 2010 tenía una población de 173 habitantes y una densidad poblacional de 102,29 personas por km².

## Geografía
Letcher se encuentra ubicado en las coordenadas 43°54′1″N 98°8′47″O / 43.90028, -98.14639. Según la Oficina del Censo de los Estados Unidos, Letcher tiene una superficie total de 1.69 km², de la cual 1.6 km² corresponden a tierra firme y (5.67%) 0.1 km² es agua.

## Demografía
Según el censo de 2010, había 173 personas residiendo en Letcher. La densidad de población era de 102,29 hab./km². De los 173 habitantes, Letcher estaba compuesto por el 100% blancos, el 0% eran afroamericanos, el 0% eran amerindios, el 0% eran asiáticos, el 0% eran isleños del Pacífico, el 0% eran de otras razas y el 0% pertenecían a dos o más razas. Del total de la población el 0% eran hispanos o latinos de cualquier raza.